# Ned Maddrell
Edward "Ned" Maddrell (1877?-27 de diciembre de 1974) fue un pescador de la Isla de Man considerado el último hablante nativo del idioma manés.
Después de la muerte de Mrs. Sage Kinvig (hacia 1870-1962), Maddrell fue la única persona que podía decir que había hablado gaélico manés desde su juventud (según algunas fuentes Maddrell tenía conocimientos de inglés antes de aprender manés que lo aprendió de una tía abuela suya), aunque otros en esa época lo hablaban como segundo idioma.
Maddrell grabó algunas conversaciones por motivos de preservación lingüística; por ejemplo, en 1948 grabó lo siguiente sobre la pesca (en manés y en inglés):
Dooyrt "Ballooilley" rish:
"Ballooilley" said to him:
"Vel ny partanyn snaue, Joe?"
"Are the crabs crawling, Joe?"
"Cha nel monney, cha nel monney," dooyrt Joe. "T'ad feer ghoan."
"Not much, not much," said Joe. "They're very scarce."2
A diferencia de otros hablantes nativos de manés, Maddrell parece que disfrutaba de su cierta popularidad, y siempre se mostró dispuesto a enseñar a los jóvenes que trataban de revitalizar el idioma (como Leslie Quirk o Brian Stowell). Cuando el político irlandés Éamon de Valera visitó la isla de Man, pidió visitar a Ned Maddrell. De Valera llevaba tiempo preocupado por la inactividad del gobierno británico y de las autoridades de la isla de Man en la conservación del idioma, por lo que envió a un equipo de la Irish Folklore Commission con una grabadora para preservar lo que quedara de él.

## Objeciones a la consideración de Ned Maddrell como último hablante nativo de manés
Al igual que ocurre con Dolly Pentreath, considerada como la última hablante nativa de córnico, existe una cierta controversia sobre si Ned fue realmente el último hablante nativo de manés.
La primera objeción es que existe un pequeño número de niños que hablan manés como primer idioma en la actualidad. El argumento en contra es que estos hablan una forma moderna del manés y son hablantes nativos en el mismo sentido que los jóvenes israelíes son hablantes nativos de hebreo moderno, no del hebreo clásico, ya que hablan una lengua recuperada tras haber desaparecido como lengua viva.
La segunda objeción es que muchos hablantes nativos de manés no lo hacían públicamente puesto que este idioma tenía un cierto estigma social además del hecho de que algunos hablantes nativos de manés emigraron. Por ejemplo, una historia sin confirmar habla de un hablante nativo que murió en Chicago en los años 80, unos diez años después de Ned Maddrell.
Por último también se afirma que Ned Maddrell no era un hablante nativo puesto que lo aprendió de niño de una tía abuela suya y no de sus padres. Sin embargo, Ned lo hablaba de forma fluida desde muy niño por lo que si no era un hablante nativo, era algo muy próximo. Por otra parte, Leslie Quirk aprendió sus primeros conocimientos de manés de su abuela, una hablante nativa, siendo niño, por lo que también podría ser considerado un hablante nativo.